# Angelica Moser
Angelica Moser (ur. 9 października 1997 w Plano) – szwajcarska lekkoatletka, tyczkarka.
W młodości trenowała gimnastykę. W tej dyscyplinie została mistrzynią Szwajcarii juniorów. Jej ojciec Severin był dziesięcioboistą i brał udział w igrzyskach olimpijskich w 1988, a matka Monika uprawiała siedmiobój. Jej siostra Jasmine również jest tyczkarką.
Złota medalistka Olimpijskiego Festiwalu Młodzieży Europy (2013). W 2014 zdobyła złoty medal igrzysk olimpijskich młodzieży z wynikiem 4,36 m. Była chorążym reprezentacji Szwajcarii na tych igrzyskach. W 2015 została mistrzynią Europy juniorów z wynikiem 4,35 m. W 2016 zajęła 7. miejsce na mistrzostwach Europy, została mistrzynią świata juniorów, pobijając wynikiem 4,55 m rekord Szwajcarii juniorek, a także była 23. na igrzyskach olimpijskich. W 2017 zajęła jedenaste miejsce na halowych mistrzostwach Europy z wynikiem 4,40 m, a także została młodzieżową mistrzynią Europy z wynikiem 4,55 m. Była także 13. na mistrzostwach świata z wynikiem 4,50 m.
Wicemistrzyni Szwajcarii z 2013 i 2015 oraz brązowa medalistka mistrzostw kraju z 2012 i 2014, a także halowa mistrzyni Szwajcarii z 2017 oraz wicemistrzyni z 2013, 2014, 2015 i 2016.
Od 2014 roku reprezentantka klubu LC Zürich trenowana przez Herberta Czingona. Wcześniej reprezentowała LV Winterthur. Posługuje się językiem niemieckim, angielskim i francuskim.
Rekordy życiowe:
- skok o tyczce (stadion) – 4,88 m (Monako, 12 lipca 2024) – rekord Szwajcarii
- skok o tyczce (hala) – 4,80 m (Apeldoorn, 8 marca 2025)